# Битва при Риволи
Сражение при Риволи (итал. Battaglia di Rivoli) — очередная победа Наполеона Бонапарта во время Итальянской кампании 1796—1797 годов. В результате сражения закончилась катастрофой четвёртая попытка австрийской армии деблокировать осаждённую французами крепость Мантуя и выбить французскую армию из долины реки По.

## Перед сражением
Очередной план фельдцейхмейстера Йозефа Альвинци, австрийского командующего в Италии, состоял в том, чтобы сокрушить дивизию генерала Жубера в предгорьях к востоку от озера Гарда пятью отдельными колоннами. Оттуда австрийская армия должна была продвигаться на равнины к северу от Мантуи, чтобы численно превосходящими силами дать сражение основным силам французов.
Однако Жубер выдержал первый удар австрийского наступления, что позволило Бонапарту послать ему на помощь части дивизии генерала Андре Массены. Бонапарт предполагал, что это подкрепление займёт линию обороны на плато, вдоль холмов Трамбассоре, к северу от Риволи. Альвинци постарался к прибытию подкрепления противника собрать свои разрозненные части и начать атаку сосредоточенными силами.

## Ход сражения
14 января 1797 года пять австрийских дивизий под командованием генерала Альвинци атаковали позиции Наполеона на высотах Риволи, где находились его 22 000 солдат с 60 пушками. 
Утром 14 января 1797 года на холмах Трамбасоре шли ожесточённые бои, когда австрийский отряд под командованием генерала Ройсса попытался обойти правый фланг французских войск через ущелье Риволи. Около 9:00 первое французское подкрепление численностью 8000 человек прибыло с юга и предотвратило прорыв на фронте Трамбасоре. 
Около 10 часов утра с левого берега Адидже австрийцы взяли под артиллерийский огонь французские оборонительные посты. Под этим огневым прикрытием многие солдаты пробиваются по крутой дороге к плато. Около 11:00 3000 австрийцев штурмовали плато и отбросили французов. Австрийские драгуны также пробились через ущелье. Под сильным натиском Бонапарт имитировал отступление, и даже предложил австрийцам перемирие. Однако часовую передышку он использовал для перестроения своих войск. 
Благодаря серии точных контратак французские войска смогли обратить все манёвры противника в свою пользу. Бонапарт, Жубер и Бертье предприняли хорошо скоординированную атаку: батарея из 15 орудий вытеснила драгун из ущелья, а две колонны пехоты — одна в ущелье и одна на холмах Трамбасоре — были поддержаны кавалерией под командованием Шарля Леклерка и Антуана Ласаля и остановили австрийский прорыв.
Когда австрийские части в ущелье увидели, что драгуны отступают, они тоже в беспорядке отступили. Пехотные части на холмах, также разбитые, не выдержали контратаки французов. Атаки кавалерии также привели к отступлению австрийцев. Наконец, дивизия генерала Луи Рея и бригада Клода-Виктора Перрена смогли уничтожить войска Лузиньяна на юге. 3000 австрийских солдат попали в плен.

## Результаты
На следующий день Жубер успешно преследовал войска Альвинци и полностью разгромил их, остатки которых беспорядочно отступили за Альпы. В ходе двухдневного сражения при Риволи генерал Альвинци потерял 14 000 человек, в том числе 11 000 пленными. Потери французов составили 3200 человек. Особенно отличился в битве генерал А.Массена, который впоследствии именно за это сражение получит от императора Наполеона титул герцога Риволийского.
Поражение австрийцев открыло французам дорогу на Мантую, занятую войсками генерала Вурмзера. Осаждённая крепость продержалась до конца января, а уже 2 февраля 1797 г. австрийский гарнизон, ввиду истощения съестных запасов и распространения в войсках болезней, сложил оружие. Капитуляция Мантуи фактически завершила завоевание Северной Италии французами.